# Anett Mészáros
Anett Mészáros (Budapest, 14 de julio de 1987) es una deportista húngara que compitió en judo. Ganó cuatro medallas en el Campeonato Mundial de Judo entre los años 2007 y 2011, y dos medallas en el Campeonato Europeo de Judo, oro en 2010 y bronce en 2005.

## Palmarés internacional
| Campeonato Mundial | Campeonato Mundial      | Campeonato Mundial | Campeonato Mundial |
| Año                | Lugar                   | Medalla            | Categoría          |
| ------------------ | ----------------------- | ------------------ | ------------------ |
| 2007               | Río de Janeiro (Brasil) | Medalla de bronce  | –70 kg             |
| 2009               | Róterdam (Países Bajos) | Medalla de plata   | –70 kg             |
| 2010               | Tokio (Japón)           | Medalla de plata   | –70 kg             |
| 2011               | París (Francia)         | Medalla de bronce  | –70 kg             |
| Campeonato Europeo |                         |                    |                    |
| Año                | Lugar                   | Medalla            | Categoría          |
| 2005               | Róterdam (Países Bajos) | Medalla de bronce  | –70 kg             |
| 2010               | Viena (Austria)         | Medalla de oro     | –70 kg             |